# Musetta alla conquista di Parigi
Musetta alla conquista di Parigi (Gay Purr-ee) è un film del 1962 diretto da Abe Levitow.

## Trama
La storia si svolge alla fine dell'Ottocento, durante il periodo dell'Impressionismo. Musetta è una gattina campagnola dal pelo candido, la cui vita trascorre cheta vivendo serenamente nella Provenza francese; in più ha le attenzioni del gatto del paese Giallone suo fidanzato, un gatto tigrato dal pelo giallo da cui appunto deriva il nome. Giallone, insieme all'amico Robespierre, un gattino minuto dal pelo blu, si diletta a cacciare topi, specialità in cui il gattone giallo eccelle.
Un giorno la padrona di Musetta riceve la visita di sua sorella, donna di città, le cui parole incantano Musetta, spingendola a partire per Parigi. Quando Giallone scopre il tutto, si precipita per cercarla di riportarla a casa, seguito dall'amico Robespierre.
A Parigi, la gattina incontra Miaorizio, un gatto smilzo dal forte charme, che la spinge a seguirlo con la promessa di trasformarla in una signora di classe e alla moda come lei desidera. Facendole credere che sia sua sorella, la porta da Madame Rubagatti, che in realtà è semplicemente un'insegnante di bon-ton. Musetta tuttavia si rende presto conto che non sarà affatto semplice imparare; scoraggiata decide di andarsene, ma Miaorizio le ridà la fiducia persa con un giro per Parigi e questo spingerà Musetta ad impegnarsi per riuscire.
Giallone e Robespierre continuano il loro viaggio sui binari del treno rischiando anche la vita, finendo quasi per essere travolti da un treno e cadere nel vuoto; fortunatamente riescono ad arrivare alla chiassosa metropoli scoprendo ben presto che anche questa non sarà priva di rischi. Finalmente trovano la scuola di Musetta, ma prima che riescano ad entrarvi, Robespierre viene scaraventato nelle fogne dagli scagnozzi di Miaorizio. Giallone naturalmente corre a salvarlo, ma questo fa perdere loro le tracce di Musetta. Usciti dalle fogne, Giallone e Robespierre vengono visti da Miaorizio, che li fa ubriacare e vendere come acchiappatopi in una nave diretta in Alaska.
Intanto Musetta, ha imparato a comportarsi come una vera signora, tanto che Miaorizio commissiona numerosi ritratti di lei a Degas, Picasso, Modigliani e numerosi altri artisti, finché non scopre la verità: Miaorizio, appena pagato M.me Rubagatti per il suo lavoro, vuole vendere Musetta ad un ricco felino d'oltreoceano in cerca di una moglie. La gattina riesce per un soffio a scampare dalle grinfie dell'avido gatto e per sei settimane si nasconde nelle strade di Parigi, venendo alla fine catturata.
Nel frattempo, in Alaska, Giallone e Robespierre trovano un filone d'oro dando la caccia ad un topo e grazie a questo possono tornare, ricchi, a Parigi col loro padrone. Appena arrivati scoprono che Musetta sta per partire, ma con un colpo di fortuna, e con il supporto di Rubagatti, la quale è furiosa con Miaorizio che l'ha imbrogliata scrivendo il suo pagamento con inchiostro simpatico, riescono a raggiungere il treno: si compie lo scontro finale contro Miaorizio, questo viene infine rinchiuso in una cesta, con Musetta, Giallone e Robespierre viaggiare per le strade di Parigi vivendo, come nel lieto fine più classico, per sempre felici e contenti.

## Produzione
È un film d'animazione musicale prodotto dalla United Productions of America.
L'edizione originale del film vede Judy Garland nel suo primo e unico ruolo di doppiatrice in un film d'animazione, nonché Robert Goulet nel suo primo lungometraggio.

## Distribuzione
Uscì negli Stati Uniti d'America il 24 ottobre 1962, distribuito dalla Warner Bros.